# تشري فالي (نيويورك)
تشري فالي (بالإنجليزية: Cherry Valley, New York)‏ هي بلدة أمريكية تقع في الولايات المتحدة في مقاطعة أوتسيغو، نيويورك. يقدر عدد سكانها بـ 1,223 نسمة ومساحتها 103.8 كم2 وترتفع عن سطح البحر 438 متر.

## أعلام
- بول بلاي
- ويليام دبليو. كامبل
- جوزيف إل. وايت
- جيل فلينت